# 佐久間奈緒
佐久間 奈緒（さくま なお、 ）は、日本のバレリーナ。
福岡県福岡市出身。2002年より英国バーミンガム・ロイヤル・バレエ団のプリンシパル。

## 来歴
3歳のころ母親に連れられて初めてバレエを観る。5歳で三ノ上万由美にバレエを習い始め、10歳のときから古森美智子に学んだ。福岡県立香住丘高校に在学中の1993年、ローザンヌ国際バレエコンクールに2回参加。　イギリスロイヤルバレエスクール在校2年目にバーミンガム・ロイヤル・バレエ団のコール・ド・バレエを務め、1995年の卒業と同時に同バレエ団と契約。1998年、4年に1度開催されるジャクソン国際バレエ・コンクールにエントリーし、審査員特別賞を受賞する。この年ファースト・アーティストに昇格し、『くるみ割り人形』 で初めての主役、金平糖の精を踊った。2000年にソリスト昇格。このころから「コヴェント・ガーデンのロホ、コジョカルに比肩すべし」と折り紙をつけられ、将来を嘱望されるようになった。
2002年4月に最高位プリンシパルに昇格。抽象作品において踊りが淡泊と評されたこともあるが、技術の確かさは認められており、『ジゼル』では情感豊かな演技とともに絶賛されている。2006年の女王陛下観覧ガラ公演では『二羽の鳩』パ・ド・ドゥを踊ってスターの貫禄を見せつけた。
2008年のBRB来日公演で 『美女と野獣』 『コッペリア』 両演目の主役を務め、故郷へ錦を飾った。

## 動画
- BRB 美女と野獣 第一幕パ・ド・ドゥ（YouTube）[リンク切れ]

## レパートリー[7]
- アシュトン 『リーズの結婚』（リーズ）
- アシュトン 『二羽の鳩』（ジプシーの少女、少女）
- アシュトン 『バレエの情景』
- アシュトン 『シンフォニック・ヴァリエーション』
- アシュトン 『春の声』
- ヴァロア 『王手詰め』（黒の女王）
- クランコ 『貴婦人と白痴』（カプリチオーザ）
- サープ 『9シナトラ・ソングズ』（'One for My Baby'）
- サープ 『In the Upper Room』
- バランシン 『ミューズを率いるアポロン』（ポリュムニアー）
- バランシン 『四つの気質』（テーマ1、憂鬱のヴァリエーション）
- バランシン 『タランテラ』
- バランシン 『チャイコフスキー・パ・ド・ドゥ』
- バランシン 『ウェスタン・シンフォニー』
- ビントレー 『アーサー王物語』（グィネヴィア）
- ビントレー 『協奏的幻想曲』（主役）
- ビントレー 『The Seasons』（春）
- ビントレー 『美女と野獣』（ベル）
- ビントレー 『Hobson's Choice』（救世軍）
- ビントレー 『くるみ割り人形キャンディ』（Candy Kane、Arabesque Cookie）
- ビントレー 『ささやかなこと』
- ビントレー 『エドワード2世』（イザベラ王妃）
- ビントレー 『シェイクスピア組曲』（ジュリエット）
- ビントレー 『Choros』
- ビントレー 『The Dance House』
- ビントレー 『"Still Life" At The Penguin Cafe』
- ビントレー 『ビントレー＆サムソワ版 ジゼル』（ジゼル、村人のパ・ド・ドゥ）
- ビントレー 『シルヴィア』（シルヴィア）
- フォーキン 『火の鳥』（火の鳥）
- プティパ 『ディアナとアクタイオン』（Ballet Boyz Ballet）
- プティパ 『パキータ』（パキータ）
- マクミラン 『ロメオとジュリエット』（ジュリエット）
- マクミラン 『エリート・シンコペーションズ』（'Bethena Concert Waltz'）
- マクミラン 『ソリティア』（少女）
- ライト 『P・ライト版 コッペリア』（スワニルダ、暁）
- ライト 『P・ライト版 くるみ割り人形』（金平糖の精、薔薇の精）
- ライト 『P・ライト版 眠れる森の美女』（オーロラ姫、魔法にかけられた姫、気性の精、pas de quatre）
- ライト 『P・ライト&サムソワ版 白鳥の湖』（オデット/オディール）
- 『ドン・キホーテ』のパ・ド・ドゥ

## 公式サイト
- 佐久間奈緒 (@nao_sakuma70) - Instagram
- Nao Sakuma - Birmingham Royal Ballet